# Antoni Meliton Rostworowski
Antoni Meliton Rostworowski herbu Nałęcz II (ur. 10 marca 1789 r. we Włoszczowie, zm. 15 kwietnia 1843 r. w Warszawie) – ziemianin, oficer podporucznik wojsk Księstwa Warszawskiego, senator Imperium Rosyjskiego.

## Biografia

### Kariera
Był synem Franciszka Ksawerego kasztelana zakroczymskiego, sędziego pokoju i jego żony Izabeli Małachowskiej. W październiku 1808 zapisał się na Wydział Prawa Uniwersytetu Warszawskiego. Brał udział w wojnie z Austrią (1809) i wyprawie rosyjskiej (1812). 7 września 1812 w czasie bitwy pod Możejskiem został ciężko ranny (stracił rękę) podczas dostarczania raportu Napoleonowi. Po tym wydarzeniu został odznaczony Krzyżem Złotym Orderu Virtuti Militari i Legią Honorową. Jako inwalida nie uczestniczył w dalszych działaniach i zajął się gospodarstwem w Milejowie na Lubelszczyźnie. Wieloletni prezes Komisji Województwa Lubelskiego. Podczas powstania listopadowego początkowo popierał władze powstańcze, ale ostatecznie opowiedział się po stronie Rosji usunięty przez władze powstańcze ze stanowiska za postawę prorosyjską, został przez Rosjan ponownie mianowany po zajęciu przez nich Lubelszczyzny w lutym 1831. 16 listopada 1836 powołany na członka stałego Rady Stanu Królestwa Polskiego. szambelan dworu. W roku 1841 został mianowany tajnym radcą stanu. W latach 1842–1844 senator, członek ogólnego zebrania Warszawskich Departamentów Rządzącego Senatu. Za oddanie i służbę odznaczony Orderem Świętego Stanisława oraz Orderem Świętej Anny I klasy.

### Życie prywatne
Wraz z żoną Marianną Jansenówną miał jednego syna Antoniego Ignacego (1833-1896). Wnukami Antoniego Melitona byli: Wojciech Rostworowski — dyplomata i pisarz i Wawrzyniec Rostworowski biskup diecezji lubelsko-podlaskiej. Car Mikołaj I przyznał 750 rubli dożywotniej renty wdowie i synowi „przez wzgląd na gorliwą służbę 17-letnią i niezachwianą wierność w czasie rokoszu dla tronu okazaną”.
Wraz z żoną starał się o powstanie parafii w Milejowie.

### Śmierć
Pochowany 20 kwietnia 1843 w Warszawie w kościele oo. Kapucynów; jego serce spoczywa w kościele parafialnym w Milejowie.
Tekst na jego tablicy nagrobkowej głosi:

Antoni Rostworowski Wojsk Polskich oficer. Orderów Virtuti Militari i Legii Honorowej Kawaler. Województwa lubelskiego prezes. Królestwa Polskiego senator i członek Rady Stanu.